# Elizabeth Harrower (attrice)
Elizabeth Harrower Seabold (Alameda, 28 maggio 1918 – Studio City, 10 dicembre 2003) è stata un'attrice e sceneggiatrice statunitense.
Lavorò come attrice in molte serie televisive e fu autrice di varie soap opera.

## Biografia
Betty Louise Foss nacque verso la fine della prima guerra mondiale ad Alameda, in California; la madre morì poche settimane dopo e la bambina fu lasciata in un orfanotrofio di San Francisco. Alla fine fu adottata da immigrati scozzesi William e Jessie Harrower.
Durante la Grande depressione, lo stipendio di William fu dimezzato e Jessie decise di portare Betty ad Hollywood per iniziare una carriera di attrice.

### Carriera
Harrower trovò il successo in televisione, con quattro apparizioni nella serie Perry Mason e dieci apparizioni in Dennis the Menace (per lo più nel ruolo dell'insegnante di Dennis, Miss Perkins) nei primi anni '60.
Fece il suo debutto cinematografico in Becky Sharp (1935). È apparsa anche in altri film, tra cui Il Grinta del 1969 e The Sterile Cuckoo.
Alla fine degli anni '70, lavorò come capo sceneggiatore per la soap opera Il tempo della nostra vita, dove sua figlia Susan faceva parte del cast. Scritto sceneggiature anche per Febbre d'amore negli anni '80 e all'inizio degli anni '90. Il suo ultimo periodo di scrittura fu per la soap di breve durata Generations nel 1991.
Nel 2003, Harrower ha ricevuto recensioni entusiastiche per la sua interpretazione di truffatrice ubriaca in Febbre d'amore.
Il 10 dicembre 2003, Harrower morì a Studio City, California, all'età di 85 anni, di cancro. È stata sepolta nel cimitero del Forest Lawn Memorial Park a Glendale, in California.

## Vita privata
Nel 1942, Harrower sposò Harry Seabold, un cadetto dell'Air Force che aveva incontrato in quinta elementare. La loro figlia, l'attrice Susan Seaforth Hayes, è nata nel 1943. Il matrimonio della coppia non è durato.
Per molti anni lei e sua figlia hanno vissuto nell'Alvarado Terrace Historic District di Los Angeles, dove è stata attiva con il comitato consultivo del progetto di riqualificazione della comunità Pico-Union.

## Filmografia parziale

### Attrice

#### Cinema
- The Pilgrimage Play, regia di Frank Strayer (1949)
- Gli avventurieri di Plymouth (Plymouth Adventure), regia di Clarence Brown (1952) - non accreditata
- Il passo dei Comanches (Thunder Pass), regia di Frank McDonald (1954)
- Al Capone, regia di Richard Wilson (1959)
- Il solitario di Rio Grande (Shoot Out), regia di Henry Hathaway (1971)

#### Televisione
- Surfside 6 – serie TV, episodi 1x32-2x35 (1961-1962)
- Il magnifico King (National Velvet) – serie TV, episodio 2x14 (1962)
- Indirizzo permanente (77 Sunset Strip) – serie TV, episodio 5x11 (1962)
- Sotto accusa (Arrest and Trial) – serie TV, episodio 1x19 (1964)
- Il virginiano (The Virginian) – serie TV, episodi 3x12-5x01 (1964-1966)
- Shane – serie TV, episodio 1x14 (1966)